# Тереса Домбек-Виргова
Терѐса До̀мбек-Вирго̀ва (на полски: Teresa Dąbek-Wirgowa) (р. 27 февруари 1933 г., Варшава, Полша – п. 18 март 1999 г., Варшава, Полша) е полска българистка, преводачка и литературна историчка.

## Биография
Тереса Домбек завършва полонистика във Вроцлавския университет (1955). Защитава докторат през 1966 г. върху преводите на Дора Габе на творби от Мицкевич, Словацки и Каспрович, хабилитира се през 1973 г. с труд върху Пенчо Славейков, а от 1990 г. получава професура.
През 1955 – 1965 г. Тереса Домбек е лектор по полски език в Софийския университет „Св. Климент Охридски“. През 1965 – 1999 г. е научен сътрудник в Института по славянска филология към Варшавския университет. През 1975 – 1999 г. (с прекъсвания) е член на научния съвет на Института по славистика на Полската академия на науките. През 1992 – 1999 г. е научен сътрудник и преподавател в Института за приложни социални науки към Варшавския университет.
Тереса Домбек е автор на редица новаторски методически публикации в областта на историята на славянските литератури – книги и около 200 статии. Най-значимите ѝ книги са Основните теми на български-полските отношения в първите десетилетия на ХХ век (1963) и История на българската литература (1980). Преводач и съставител на антологията Седемте небеса и земята. Антология с преводи на старата българска литература от IX до XVIII век (1983).

### Преводи
- Блага Димитрова: Podróż do siebie samej, Warszawa, Czytelnik, 1970

### Учебници
- Учебник по полски език, София: Наука и изкуство, 1980, 312 с.

### Научно трудове
- Penczo Sławejkow. Tradycjonalizm i nowatorstwo (1973)
- Historia literatury bułgarskiej (1980)